# San José, Acapulco de Juárez
San José är en ort i Mexiko.   Den ligger i kommunen Acapulco de Juárez och delstaten Guerrero, i den södra delen av landet, 270 km söder om huvudstaden Mexico City. San José ligger 623 meter över havet och antalet invånare är 258.
Terrängen runt San José är kuperad. Runt San José är det tätbefolkat, med 397 invånare per kvadratkilometer. Närmaste större samhälle är Xaltianguis, 1,7 km norr om San José. Omgivningarna runt San José är en mosaik av jordbruksmark och naturlig växtlighet.